# Адад-нирари II
Адад-нирари II (аккад. «Адад, приди на помощь») — царь Ассирии приблизительно в 912—891 годах до н. э. Сын и наследник Ашшур-дана II, положивший конец смутам и укрепивший ассирийскую столицу Ашшур.

## Биография
4 арахсамна (октябрь-ноябрь) 910 года до н. э. Адад-нирари II начал первый военный поход, на этот раз в страну Хабхи (горные области к северо-западу от Замуа). Поднявшись вверх по Большому Забу, ассирийцы вторглись в страну Мехри и покорили Бази, Сорбалну, Дудуану и ряд других поселений на берегу реки Руру (где-то к западу от озера Урмия). Затем, победоносно пройдя через территорию Кумме, войска Адад-нирари нанесли сокрушительный удар по куманийцам. Царь куманийцев Илуйа покорился и уплатил дань. Затем ассирийская армия переправилась через Тигр и завоевала область Кадмухе с сорока поселениями. Здесь, наряду с пленными и имуществом, Адад-нирари захватил также стада крупного и мелкого рогатого скота. Область Кадмухе была присоединена к Ассирии. Продолжая двигаться дальше на северо-запад, Адад-нирари дошёл до истоков Тигра и вступил на территорию Алзи.
Двумя победами над вавилонскими царями — Шамаш-мудаммиком (около 905 года до н. э.) и Набу-шум-укином I (около 895 года до н. э.) — Адад-нирари II решил в пользу Ассирии пограничные споры. В результате к Ассирии была окончательно присоединена область Аррапхи, а южная граница владений Адад-нирари почти достигла Дур-Куригальзу и Сиппара.
Столкновения ассирийцев с наири-уруартийскими вождями на рубеже 900-х — 800-х годов до н. э. носили, очевидно, переменный успех. Подтверждением тому может служить признание самого Адад-нирари II, что он «четвертый раз ходил на страны Наири». Далее в той же надписи сообщается, что он покорил страну Внутреннюю Хабху, захватил поселения Наху и Ашнаху, покорил поселения стран Набду и Алзи. Из царской титулатуры видно, что ассирийский правитель прошёл страны Лулуме, Хабхи (Хабху), Замуа, до перевалов Намара и «обширную страну Кумани до страны Мехри, а также Салуа и Уруарти к ногам своим склонил». Историками отмечено, что страна Салуа, ранее входившая в состав стран Урарту, выделена особо.
15 симану (май-июнь) 895 года до н. э. Адад-нирари II выступил на помощь городу Кумме, подвергшемуся нападению со стороны Хабху. Поселения Хабху были сожжены, урожай с полей собран и отправлен в Ассирию, а уцелевшее население было обложено данями и податями более прежнего. В месяце нисану (март-апрель) 894 года до н. э. ассирийцы вновь выступили на помощь Кумме. Сатнури, Йасабду, Кунну, Тапсия — поселения Хабху, задержавшие дань упряжными конями —, были разрушены и сожжены.
В одном из курганов Ходжалы археологом Э. Рёслером была найдена агатовая бусина с именем ассирийского царя Ададнирари II. Трёхстрочную ассирийскую надпись на бусине прочёл И. И. Мещанинов совместно с В. В. Струве и В. К. Шилейко. При этом Мещанинов отметил, что находка «открывает широкие перспективы в сторону выяснения характера самой культуры Закавказья и выяснения взаимоотношений её с древнейшими центрами Двуречья и Месопотамии». Ныне эта бусина экспонируется в Государственном Эрмитаже.
Согласно «Ассирийскому царскому списку», Адад-нирари II правил 21 год.